# Докато ме потърсиш отново
Докато ме потърсиш отново е български телевизионен игрален филм (любовна драма, новела, късометражен) по новелата „Червените слонове“ на Дончо Цончев от 1971 година по сценарий Милко Милков. Режисьор е Орфей Цоков, а оператори са Алеко Драганов и Йордан Йорданов. Музикалното оформление е на Димитър Герджиков, а художник на филма е Ани Богданова. .

## Актьорски състав
| В главните роли                   | Изпълнител       |
| --------------------------------- | ---------------- |
| Емилия, инженер в родопска мина   | Ани Бакалова     |
| Иван Киров, асистент от института | Сава Хашъмов     |
| миньор                            | Стефан Пейчев    |
| професорът                        | Стойчо Мазгалов  |
|                                   | Михаил Михайлов  |
|                                   | Иван Цветарски   |
|                                   | Вера Среброва    |
|                                   | Никола Дачев     |
|                                   | Иван Андреев     |
|                                   | Димитър Учкунов  |
|                                   | Нешо Караджински |